# بصمة (اسم تجاري)
بصمة الناشر هي الاسم التجاري التي يُشر بموجبها عمل ما. و يمكن لشركة النشر الواحدة أن تمتلط بصمات عديدة، مع اختلاف البصمات التي غالبا ما تستخدم من قبل الناشر على سلع السوق لمختلف الشرائح الديموغرافية للمستهلكيين.

## الوصف
بصمة الناشر هو الاسم التجاري وهو الاسم الذي تستخدمه الأعمال التجارية لتجارة المنتجات أو الخدمات التي بموجبها تُنْشَر بصمات الأعمال التجارية. تكون عادة للبصمات حروف معروفة أو مهمة. في بعض الحالات تكون النتائج متنوعة لمن يتولى النشر الصغير (أو جزء من الأعمال) من خلال شركات كبيرة. عادة ما يكون للطابع طابع أو مهمة محددة. في بعض الحالات، ينتج التنوع عن استيلاء شركة أكبر على ناشرين أصغر (أو أجزاء من أعمالهم). في حالة، تم استخدام البصمات لتسهيل مشروع بائع الكتب في النشر. 
لا يسري الأمر علي الكتب أو القصص المصورة فقط بل على اللعب أيضاً، فعلى سبيل المثال تُشغل بعض شركات الألعاب ملصقات نشر مختلفة مع شركة تيك-تو إنترأكتيف تُنسب إليها باعتبارها "أب العلامة" في حالتها، فإن العلامات هي كيانات مدمجة مملوكة بالكامل لها فرق النشر والتوزيع والمبيعات والتسويق والإدارة الخاصة بها والشركات التابعة لها أيضًا (روك ستار نورث المحدودة وتوكيه فيغاس.). أثر هذا النموذج على المنافسين بما في ذلك أكتفيجن بليزارد وزيني ماكس وإلكترونيك آرتس في الفترة ما بين 2008م حتى 2018م ووارنر برذر إنتر أكتف وEmbracer Group وكوي تيكمو. تمتلك شركة Take-Two مثل هذه النماذج في مكانها منذ 1997م- 1998م، ويُنظر إليها على أنها "شركة قابضة للألعاب لها شركات مستقلة لنشر وتطوير الألعاب".  

## الاستخدام
يمكن لشركة النشر الواحدة أن تمتلك بصمات متعددة، مع اختلاف البصمات التي غالبًا ما تستخدم من قبل الناشر لسوق يعمل على مختلف الشرائح الديمغرافية للمستهلكيين، على سبيل المثال الهدف من بصمة (بينجون جروب) نشر قائمة تتصر على السلع الواقعية، مثل الجغرافيا، التاريخ، والعمل على الأمور المعاصرة مع بعض المطالبة بأهمية الاستمرار بدلا من الاهتمام الشعبي الزائل .